# Virilizmus
A virilizmus a vagyonosok, illetve a legtöbb adót fizetők számára kitüntetett jogokat, elsősorban aránytalan választójogot (nagyobb képviseletet) biztosító politikai és jogi elv. A virilizmus Magyarországon porosz mintára honosodott meg a kiegyezés után, a törvényhatóságok és a községek közigazgatásának rendezéséről szóló 1870. és 1871. évi, továbbá a Budapestet létrehozó 1872. évi törvények vezették be a törvényhatósági bizottságok és a községi képviselő-testületek választásánál. Megszüntetésére Budapesten 1920-ban, vidéken viszont csak a második világháborút követő demokratikus átalakulás során került sor.
A virilizmus elvének gyakorlati megvalósulása különböző volt a községek és a törvényhatóságok önkormányzati testületeiben, és eltérő volt a vármegyékben és a törvényhatósági jogú városokban alkalmazott változata is. Alkalmazásának háromnegyed évszázada alatt időben is változtak a konkrét megoldások.
A választójog mellett az önkormányzati élet néhány más területén is érvényesült a virilizmus elve. Megyék vagy községek közötti területátcsatolás kezdeményezésére, egyes esetekben eldöntésére is jogosultak voltak az érintett területen az állami adók többségét befizetők ugyanúgy, mint az érintett választók többsége. Ugyanígy a különböző községi formák (kisközség, nagyközség, rendezett tanácsú város) közötti átalakulás, illetve rendezett tanácsú városnak törvényhatósági jogú várossá alakulásakor (és viszont) is kezdeményező illetve döntő befolyása volt az állami adók többségét fizetőknek.
A virilizmus lényegesen különbözik a vele egyidőben szintén alkalmazott választójogi cenzus elvétől, mivel az utóbbi egyes személyeket illetve csoportokat meghatározott kritériumok (például vagyon, jövedelem, nem, iskolai végzettség) alapján kifejezetten kizár a választójogból, míg a virilizmus csupán egyenlőtlen választójogot hoz létre. A virilizmus tehát az egyenlő választójog (minden választásra jogosultnak egyenlő számú szavazata van, amelyek ugyanannyit érnek) elvével van ellentétben, míg a cenzus az általános választójoggal.

## A választójogi virilizmus formái
A virilizmus elvének a választójog terén való érvényesítése sokféleképpen történhet, Magyarországon is különböző formái voltak. Ezeket a formákat egyrészt aszerint különböztethetjük meg, hogy a szabályozás kiket és milyen módon sorol a kitüntetett jogokat birtoklók csoportjába (vagyis a virilisták közé). A virilista rendszerek között különbség tehető továbbá aszerint, hogy a virilisták automatikusan az önkormányzati testületek tagjaivá válnak (nyers virilizmus), vagy valamilyen formában választás alá esnek (tisztított virilizmus). Az utóbbi esetben különbözhet a rendszer aszerint, hogy a virilisták maguk közül választják képviselőiket, vagy az összes választó szavaz róluk.

## Választójogi virilizmus Magyarországon
A virilizmus alapján a képviselő-testületbe, illetve a törvényhatósági bizottságba kerüléshez szükséges vagyon illetve adó nagysága változó volt, ahogyan a helyi társadalom és gazdaság is változott, és változó volt a virilisták társadalmi összetétele is. Miskolcon például 1909-ben a törvényhatósági bizottságnak 82 virilis és 82 választott tagja volt és mindkét csoport 40%-a volt értelmiségi. 1913-1914-ben a virilisták közt már csak 35% volt az értelmiségi, a választottak közt azonban már 50%.

### Nyers virilizmus vidéken
1870-71-től 1929-ig a vármegyék és a törvényhatósági jogú városok törvényhatósági bizottságai, továbbá a kis- és nagyközségek és a rendezett tanácsú városok képviselő-testületei felerészben választott tagokból, felerészben pedig a nyers virilizmus alapján tagságot nyert személyekből álltak. Ez azt jelentette, hogy a bizottság illetve a testület választott tagjaival azonos számú virilista automatikusan a bizottság illetve a testület tagja lett. A legtöbb adót fizetők jegyzékét minden évben újra összeállították, illetve a korábbit kiigazították.
A törvényhatósági bizottságokban a közigazgatás rendezéséről szóló 1929. évi XXX. törvénycikk csökkentette a virilista tagok arányát, és a nyers virilizmust felváltotta egy fajta tisztított változat, a kis- és nagyközségekben és a rendezett tanácsú városokban azonban a nyers virilizmus 1945. januárjáig, a közigazgatás ideiglenes rendezéséről az Ideiglenes Nemzeti Kormány által kiadott rendelet hatályba lépéséig érvényben maradt.

### Tisztított virilizmus Budapesten 1920-ig
Budapest törvényhatósági bizottságának (képviselő-testületének) megválasztásánál a főváros egyesítésétől 1920-ig alkalmazták a tisztított virilizmus elvét.
A Budapest létrehozásáról rendelkező törvény a főváros törvényhatósági bizottságának létszámát 400 főben határozta meg, akiket felerészben az összes választó közül választottak, másik felüket pedig a virilisták közül. A virilista tagokat a város 1200 legtöbb adót fizető (virilista) polgára közül választotta az összes választó. A gyakorlatban ez azt jelentette, hogy a választáskor minden választó két szavazólapot kapott, melyek egyikén azokat jelölhette meg, akiket a választókerülete képviselőjének kívánt, a másikon pedig az összes, 1200 virilista közül legfeljebb a megválasztható számút.
Mivel választást háromévenként tartottak, a tagok megbízatása viszont hat évre szólt, ezért egy-egy választás alkalmával - a legelső választás kivételével, amikor a teljes bizottságot egyszerre választották meg - csupán a bizottság fele cserélődött ki. (Ez a rendszer hasonló volt az Amerikai Egyesült Államok Szenátusa esetében alkalmazott rendszerhez.) Ennek megfelelően háromévenként 100-100 virilista és nem virilista tagot választottak, illetve szükség esetén annyival többet, ahány mandátum idő előtt megüresedett az utolsó választás óta.
1920-ban, az ellenforradalmi rendszer berendezkedésekor Budapest önkormányzatának a forradalmak utáni újraszervezésekor a virilizmust megszüntették. Ettől kezdve a törvényhatósági bizottság 250 választott tagjait választókerületenként és pártlistákon, arányos rendszerben választotta az összes választó. Ennek nem a demokratizálás volt a politikai célja, hanem az új politikai rendszert támogató keresztény (nemzsidó) kis- és középpolgárság befolyásának növelése a városházán.

### Tisztított virilizmus a vidéki törvényhatóságokban 1929 után
A közigazgatás rendezéséről szóló 1929. évi XXX. törvénycikk a vidéki törvényhatóságokban is megszüntette a nyers virilizmust, helyébe azonban egy fajta tisztított virilizmust állított, mely eltért a Budapesten 1920 előtt alkalmazottól is. Az így választott virilista bizottsági tagok aránya a korábbi 50%-kal szemben 40%-ra csökkent.
A választás céljából a korábbiakhoz hasonlóan össze kellett állítani a legtöbb adót fizetők jegyzékét, azonban a korábbiaktól eltérően a megválasztható virilista bizottsági tagok többszörösét (vármegyében háromszorosát, törvényhatósági jogú városokban hatszorosát) kellett felvenni. A bizottsági tagokat az így összeállított listán szereplők választották meg. A választáshoz a jegyzékben szereplőket az adóösszeg nagyságának sorrendjében három egyenlő csoportba kellett osztani, és minden csoportból a választandó tagok egyharmadát kellett megválasztani. Erre a vármegyékben úgy került sor, hogy az egyes csoportokba tartozók maguk közül választották a rájuk jutó tagokat, a törvényhatósági jogú városokban viszont minden szavazó mindhárom csoport jelöltjeinek megválasztásában részt vett.
Maga a választás a törvényhatóság székházában (a vármegyeházán, illetve a városházán) történt, a részvétel kötelező volt, és aki ezt igazolatlanul elmulasztotta, az a legközelebbi választáson nem vehetett részt és nem is volt választható.

## Kritikák
Az 1870-es és 1871-es törvényhatósági, illetve községi törvényeket már megszületésükkor sokan bírálták azzal, hogy a listázás nélküli szabad választás demokratikusabb lenne. Támogatóik ugyanakkor azzal érveltek, hogy a virilista rendszer az adófizetőket nagyobb felelősségvállalásra ösztönözte.

## A szó etimológiája
A virilista a magyarországi latin nyelv szava a férfias, állhatatos, tehetség szerinti jelentésű virilis nyomán, melynek tövében a férfi jelentésű vir szó rejlik.

## A virilizmus nosztalgiája az 1990-es rendszerváltás után
Az 1990-es évektől kezdve, az új önkormányzati rendszerben egyes településeken szokássá vált, hogy a helyben legtöbb adót fizetőket évenként köszöntik, néhol egy állandó tanácsadó testületben való részvételre kérik fel őket. Ezeknek a szokásoknak azonban semmi közük nincs a virilizmus elvéhez, mivel semmilyen közjogi következményük nincs, nincsenek befolyással a politikai jogokra.